# ديان ستانكوفيتش (لاعب كرة قدم)
ديان ستانكوفيتش (بالألمانية: Dejan Stanković)‏ هو لاعب كرة قدم نمساوي []، ولد في 17 سبتمبر 1957. لعب مع نادي ليوبن ‏.

## وصلات خارجية
- ديان ستانكوفيتش (لاعب كرة قدم) على موقع قاعدة بيانات كرة القدم.إي يو (الإنجليزية)
- ديان ستانكوفيتش (لاعب كرة قدم) على موقع عالم كرة القدم.نت (الإنجليزية)